# Vlag van Geldermalsen

Vlag van de gemeente Geldermalsen
(1978-2019)

De vlag van Geldermalsen was van 10 september 1978 tot 1 januari 2019 de gemeentelijke vlag van de voormalige Gelderse gemeente Geldermalsen. De vlag kan als volgt worden beschreven:
In de broeking vier banen van gelijke hoogte blauw-geel-zwart-geel; in de vlucht vier banen van gelijke hoogte, afwisselend geel en rood.
De kleuren van de vlag waren afkomstig van het gemeentewapen. De bovenste drie banen in de broeking hebben dezelfde kleuren als de vlag van Gelderland, terwijl de vlucht dezelfde kleuren heeft als de voorgaande vlag van de gemeente.

## Voorgaande vlag

Vlag van de gemeente Geldermalsen
(1955-1978)

Op 6 december 1955 werd een vlag vastgesteld met de volgende beschrijving:
Vier evenhoge banen van geel en rood.
De kleuren zijn afkomstig van het toenmalige gemeentewapen.

## Verwante afbeeldingen

Wapen van Geldermalsen (1978)
Wapen van Geldermalsen (1918)

Ammerzoden 
· Angerlo 
· Batenburg 
· Beesd 
· Bemmel 
· Bergh 
· Bergharen 
· Beusichem 
· Borculo 
· Brakel 
· Didam 
· Dinxperlo 
· Dodewaard 
· Dreumel 
· Echteld 
· Eibergen 
· Elst 
· Ewijk 
· Geldermalsen 
· Gendringen 
· Gendt 
· Gorssel 
· Groenlo 
· Groesbeek 
· Hedel 
· Heerewaarden 
· Hemmen 
· Hengelo 
· Herwen en Aerdt 
· Heteren 
· Heukelum 
· Hoevelaken 
· Horssen 
· Huissen 
· Hummelo en Keppel 
· Hurwenen 
· Kerkwijk 
· Kesteren 
· Laren 
· Lichtenvoorde 
· Lienden 
· Lingewaal 
· Maurik 
· Millingen aan de Rijn 
· Neede 
· Neerijnen 
· Overasselt 
· Rijnwaarden 
· Rossum 
· Ruurlo 
· Steenderen 
· Ubbergen 
· Valburg 
· Vorden 
· Wadenoijen 
· Wamel 
· Warnsveld 
· Wehl 
· Wisch 
· Zelhem 
· Zoelen